# Пиаве
Пиаве (на италиански: Piave) е река в Северна Италия (регион Венето), вливаща се в Адриатическо море. Дължина 220 km, площ на водосборния басейн 4127 km²

## Географска характеристика

### Извор, течение, устие
Река Пиаве води началото си от западната част на Карнийските Алпи, на 1710 m н.в., в най-северната част на регион Венето, на 7 km североизточно от високопланинското градче Сапада. По цялото си протежение тече основно в южна посока, като в средното си течение прави малка изпъкнава на запад дъга. В горното и средно течение тече в дълбока планинска долина между Доломитовите Алпи на запад и Карнийските Алпи на изток. В този участък течението ѝ е бурно с множество теснини и прагове. В района на градчето Педероба излиза от планините и пресича в югоизточна направление източната част на Паданската равнина, като в този участък коритото ѝ изцяло е коригирано и канализирано чрез водозащитни диги. Влива се в северната част на Венецианския залив на Адриатическо море, при малкото курортно селище Кортелазо.

### Водосборен басейн, притоци
Водосборният басейн на Пиаве е сравнително малък и тесен и обхваща площ от 4127 km², като изцяло се простира на територията на регион Венето. На запад водосборния басейн на Пиаве граничи с водосборните басейни на реките Брента, Адидже и други по-малки, вливащи се в Адриатическо море, на север – с водосборния басейн на река Драва (десен приток на Дунав), а на изток – с водосборните басейни на реките Таляменто и Ливенца, вливащи се в Адриатическо море.
Основните притоци:
- леви – Вайонт (35 km, 64 km²);
- десни – Ансео (37 km, 241 km²), Бойте (45 km, 396 km²), Мае (33 km, 232 km²), Кордеволе (79 km, 867 km²).[1]

### Хидроложки показатели
Пиаве има предимно снежно-дъждовно подхранване с чести пролетно-летни и есенни епизодични прииждания в резултат на поройни дъждове във водосборния ѝ басейн. Среден годишен отток в долното течение 120 m³/sec.

## Стопанско значение, селища
В горното течение на реката и по някои от нейните малки притоци е изградена каскада от няколко язовира с малки ВЕЦ-ове в основата на преградните им стени. По-големите са: „Пиаве ди Кадоре“, „Соверцене“, „Фадалто“ и др. В най-долното си течение на протежение от 34 km (до градчето Зенсон ди Пиаве) е плавателна за плиткогазещи съдове.
По цялото си протежение долината на Пиаве е гъсто заселена, като в горното и средното ѝ течение селищата са предимно туристически центрове, а в долното – средища на селскостопанска дейност. по-големите градове са: Пиаве ди Кадоре, Белуно, Сан Дона ди Пиаве.

## Историческа справка
- През 1809 г. по време на Наполеоновите войни (Войната на петата коалиция), около реката се е провело сражение между френско-италианските и австрийските войски, завършило без победител.
- От 24 октомври до 9 ноември 1917 г., по време на Първата световна война в района на градчето Капорето се провежда сражение между италианските и австро-унгарските войски, съвместно с германски войски, завършило с победа на последните.
- От 15 до 23 юни 1918 г., по време на Първата световна война в битката при Пиаве между англо-френско-италианските и австро-унгарските войски, завършила с поражение за австро-унгарската армия.
- От 25 октомври до 3 ноември 1918 г., по време на Първата световна война в долината на реката се е състояла битката при Виторио-Венето, завършила с капитулация на австро-унгарската армия.